# Mata Hari (táncosnő)

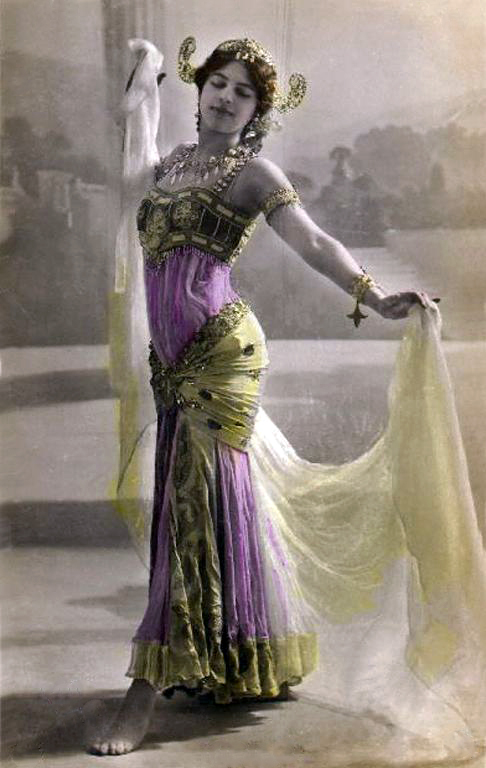
Mata Hari

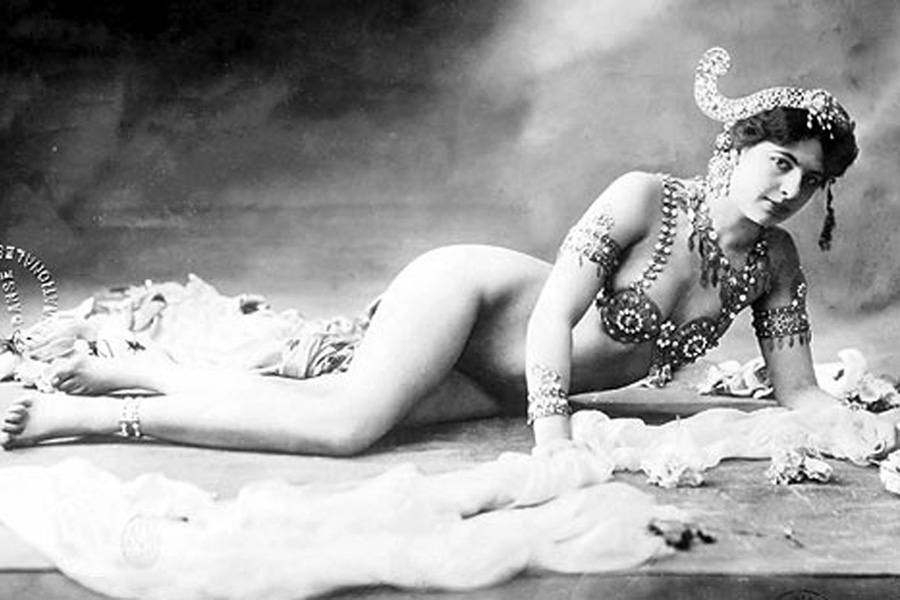
Mata Hari 1906.

Mata Hari, eredeti nevén: Margaretha Geertruida Zelle (Leeuwarden, 1876. augusztus 7. – Vincennes, 1917. október 15.) fríz származású holland bártáncosnő, akit a francia hadbíróság 1917-ben a Német Birodalom javára végzett kémkedés vádjában bűnösnek talált és kivégeztetett.

## Élete

### Gyermekkora és iskolái
A hollandiai Frízföldön fekvő Leeuwarden városban született. Családjáról a különböző életrajzírók eltérően írnak. Az egyik változat szerint nagypolgári környezetben született, míg egy másik változat szerint apja holland ültetvényes volt Jáva-szigetén, anyja pedig maláji nő. Margarethának három fiatalabb fiútestvére volt. Gyermekkorának nagy részét a város egyik régi patrícius házában töltötte, ahová a család 1876-ban költözött. Margarethát a családban Grietje néven szólították. Édesapja egy kalapüzletet működtetett a városban, de üzleti spekulációk után 1891-ben csődbe ment. Ugyanebben az évben meghalt az édesanyja is, ekkor a család Amszterdamba költözött. Édesapja a kikötővárosban újból megnősült, és új felesége pénzéből egy kis petróleumboltot nyitott. Margarethát anyai nagyanyja vette magához, majd a frízföldi Sneek városkában élő nagybátyjához került. A nagybácsi hamarosan Leiden város óvónőképző intézetébe íratta be Margarethát, aki azonban abbahagyta tanulmányait és egy Hágában élő másik nagybácsihoz költözött.
1895-ben Hágában, a Nieuws van den Dag című újság hirdetése útján ismerte meg későbbi férjét. Az addig agglegényként élő Rudolph (John) McLeod 20 évvel volt idősebb Margarethánál. A férfi katonatiszt volt és megismerkedésük után nem sokkal vissza kellett térnie az akkor Hollandia fennhatósága alatt álló Kelet-Indiák gyarmatra. A jelentős korkülönbség ellenére Margarethát teljesen magával ragadta a férfi fellépése, kitüntetései és egyenruhája.

### ÉleteHolland-Indiában
18 éves korában, 1895. július 11-én feleségül ment a skót Rudolf MacLeod tengerésztiszthez. McLeod skót nemesi famíliából származott. A házaspár a mézesheteket a németországi Wiesbadenben töltötte. 1896. január 30-án, hét hónappal az esküvő után született meg első gyermekük, Norman John. 1897. május 1-jén a család a Prinses Amalie nevű gőzös fedélzetén Batáviába, Jáva szigetére költözött. McLeod az egyik jávai kisváros holland helyőrségének vezetője lett. 1898. május 2-án megszületett a család Luisa Johanna nevű első lánygyermeke. A kezdetben boldog családi idill hamarosan rémálommá változott, MacLeod nem tudta levetkőzni természetét, rengeteget ivott és gyakorta bántalmazta feleségét és gyermekeit.
Wilhelmina királynő trónra lépésének évfordulójára készített színdarabban Margaretha játszotta az egyik főszerepet, ez volt első nyilvános fellépése. 1899-ben a család elhagyta Jávát és Szumátrára költözött. Margaretha csak két hónap késéssel tudta követni férjét. A távkapcsolat hozta elő házasságuk első problémáit. McLeod telegramjaiban minduntalan takarékosságra intette ifjú feleségét, de eltérő életkorukból és személyiségükből is számos probléma adódott. A pár elidegenedett egymástól. 1899. július 8-án mérgezés következtében meghalt a család egyetlen fiúgyermeke, John, míg Luisa Johanna életét csak a gyors orvosi segítség mentette meg.  Pár héttel később a kolerában haldokló főbérlőjük beismerte, hogy mérget tett a gyermekek ételébe, hogy a McLeod által a hozzátartozóira kimért büntetéseket megtorolja. Norman John halála végérvényesen tönkretette a házasságot.
1900-ban McLeod kilépett a holland hadseregből és Sindanglaja szigetre költöztek. Itt McLeod közölte Margarethával, hogy el fogja hagyni. Margaretha ebbe nem egyezett bele, hogy közös leányuk felügyeletét McLeod kapja meg. A kétségbeesett asszony elhatározta, hogy, még ha így el is veszíti gyermekét, elhagyja a családot, és új életet kezd. Így Hollandiába való visszatérésük után, 1905-ben Párizsba szökött. Hamarosan mint táncosnő és kurtizán bukkan fel.

### Színésznői karrier
1902-ben az elhidegült pár hazatért Hollandiába és ott egy megosztott lakásba költöztek. Kibékülések és újabb összeveszések követték egymást. 1903-ban Margaretha először utazott Párizsba, hogy ott színésznői karriert kezdjen. Reményeiben azonban csalatkoznia kellett, a kudarcok felemésztették anyagi tartalékait. Arra kényszerült, hogy festőknek álljon modellt és cirkuszokban lépjen fel. A modellkedés annyira kiábrándította, hogy elhagyta Párizst és hazautazott Hollandiába.
1905-től kezdődött elhíresült táncos karrierje. A lenge öltözetben előadott egzotikus táncok hamar népszerűvé tették a párizsi éjszakai életben. A sajtó egy európai tengerésztiszttel házasságot kötött indiai hercegnőként mutatta be. A kezdeti Lady Mac Leod művésznevet 1905. március 13-án változtatta Mata Harira. Népszerűsége gyorsan növekedett, hamarosan bárók és bankárok szalonjaiban tartott zártkörű előadásokat. Estjei egyszerre voltak szenzációt és botrányt keltőek.
1906-ban már Európa-szerte ismert volt. Fellépett Madridban és Monte-Carlóban. Több hónapra  Berlinbe utazott, majd Bécs következett. 1907-ben Egyiptomba és Rómába utazott. Karrierje 1908 és 1910 között válságba jutott. Egyre többen utánozták, utazásai alatt sorra bukkantak föl a hozzá hasonló egzotikus táncosnők. 1910-től kezdve vidéken élt, majd a milánói Scala művésze lett egy évadra. A háború kezdetéig Párizs és Berlin között ingázott, és elakadt karrierjét új előadások kifundálásával próbálta újjáéleszteni.

## Kémtevékenysége a háború alatt

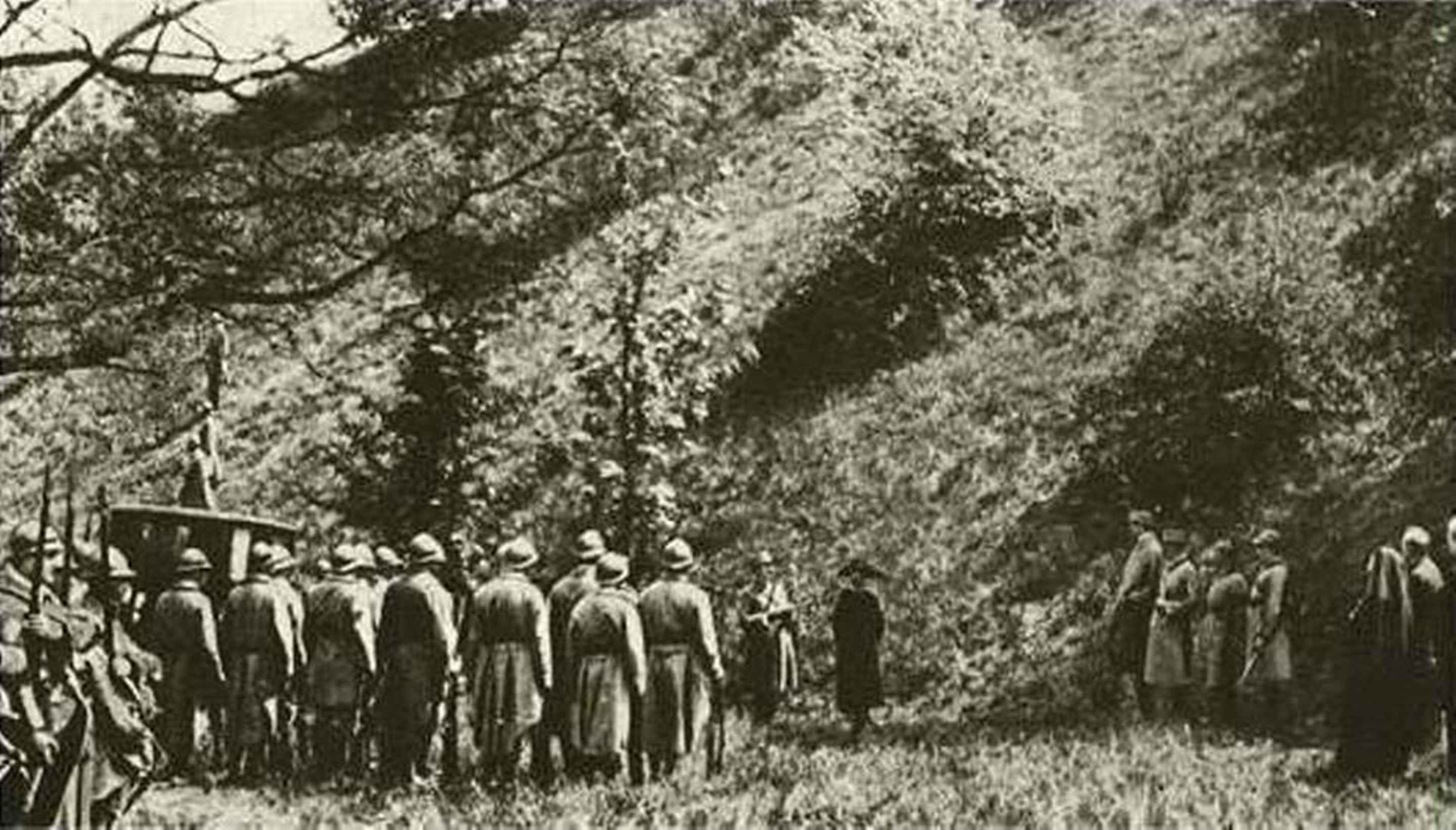
Mata Hari kivégzése 1917-ben

Egyes források szerint a németek általi beszervezése 1912–1913 körül történt. Háború alatti kémtevékenysége, illetve annak fajsúlyossága máig nem egyértelmű. Tény, hogy a háború idején sokat mutatkozott magasrangú német katonákkal, valamint a francia politikai és gazdasági elit képviselőivel is. Arra, hogy ő volt a H21-es német kém, az 1917-es tárgyalásán csak közvetett bizonyítékot tudtak felhozni. Évek múlva derült ki, hogy az ő számlájára írtak több olyan kémtevékenységet is, amelyet a német mesterkémnő, Elsbeth Schragmüller, fedőnevén a Doktor kisasszony követett el. Erős túlzással Mata Harit ötvenezer ember halálával és sok millió franknyi érték elpusztításával vádolták. A kutatók többsége nem vonja kétségbe, hogy kettős ügynök volt, de véleményük szerint, tevékenysége túlságosan periferikus volt ahhoz, hogy tettével a halálbüntetés arányban állt volna. 1917. október 15-én a vincennes-i erődben végezték ki.
Nyolcvannégy évvel kivégzése után Mata Hari rehabilitálását kérelmezte Marylise Lebranchu francia igazságügy-minisztertől az egykori táncosnő hollandiai szülővárosa, Leeuwarden. A Leeuwardenben működő Mata Hari alapítvány rehabilitációs kérelmét azzal indokolta, hogy a francia, brit és német katonai archívumokban végzett legújabb kutatások bizonyítják: Mata Hari nem volt kém. A francia törvények szerint egy korábbi per újratárgyalásához legalább egy új elemet kell bizonyítani. A beadványt készítő Léon Schirmann szerint négy ilyen elem is van. A francia, német és angol hadtörténeti levéltárakban lefolytatott alapos kutatásai nyomán kijelentette: bizonyítható, hogy az egész kémlegenda hamis, koholt vádakra alapult. A per során a bíróság mindenféle titkos és bemutathatatlan dokumentumra, fel nem fedhető kilétű tanúk ellenőrizhetetlen állításaira hivatkozott. Néhány hónapos vizsgálódás után a francia igazságügyminisztérium kijelentette, hogy Mata Hari ártatlan, „bebizonyosodott: bár Mata Hari nem volt szent, valójában soha nem szolgált használható információkkal a németeknek.”

## Filmek

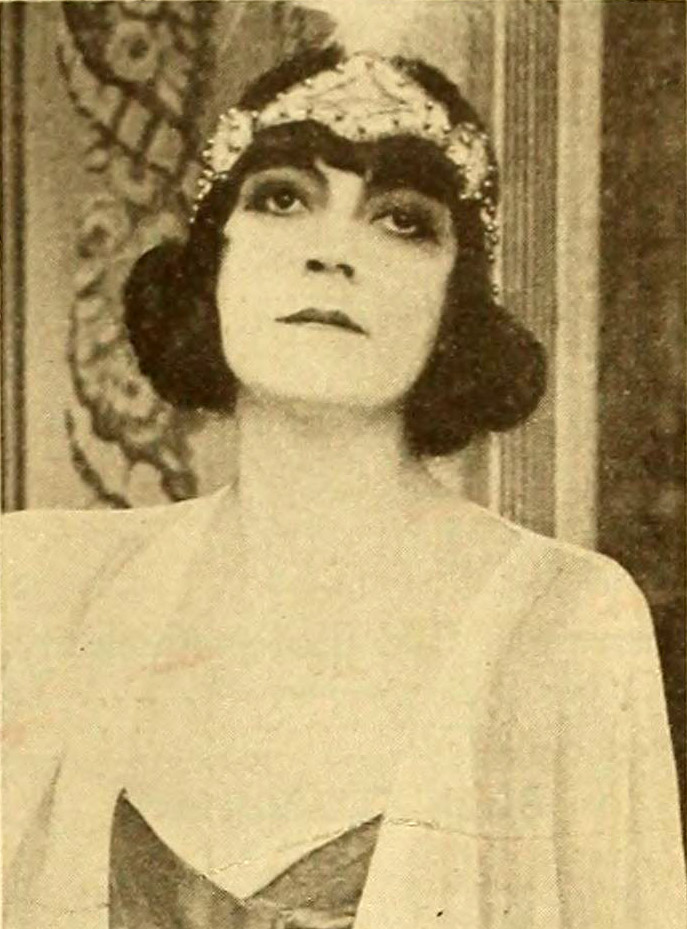
Asta Nielsen

Már 1920-ban készült egy film róla, amelyben Asta Nielsen személyesítette meg. 1931-ben Greta Garbo is eljátszotta Mata Harit. Jeanne Moreau egy 1964-es filmben alakította őt. Gábor Zsazsa 1972-ben volt Mata Hari. 1985-ben Sylvia Kristel alakította.